# Wasserkraftwerk La Grande-3
Das Wasserkraftwerk La Grande-3 (französisch Centrale La Grande-3 oder LG-3) ist ein Speicherkraftwerk in der kanadischen Provinz Québec. Es befindet sich in der Region Jamésie am Fluss La Grande Rivière, 238 Kilometer von der Mündung in die James Bay entfernt.
Das Kraftwerk ist Teil des Baie-James-Wasserkraftprojekts, besitzt zwölf Francis-Turbinen und wird vom Stausee Réservoir La Grande 3 gespeist. Die installierte Leistung der Generatoren beträgt 2417 MW, die Fallhöhe 79 Meter. Betreiber des Kraftwerks ist die Société d’énergie de la Baie James (SEBJ), eine Tochtergesellschaft des staatlichen Energieversorgungsunternehmens Hydro-Québec.
Die Bauarbeiten am Kraftwerk La Grande-3 begannen im Jahr 1976. Ursprünglich hatte die SEBJ den Betrieb von zehn Turbinen geplant, nahm dann aber 1978 eine Projektänderung vor und fügte zwei weitere Turbinen hinzu. Die Inbetriebnahme erfolgte etappenweise zwischen 1981 und 1983, wobei die installierte Leistung zunächst 2304 MW betrug und in den folgenden Jahren um rund fünf Prozent erhöht wurde. Während der intensivsten Bauphase im Jahr 1980 lebten 3100 Arbeiter in der benachbarten temporären Siedlung.
Eine 28 km lange Zufahrtsstraße, die nicht für Privatfahrzeuge zugänglich ist, führt in südlicher Richtung zur Fernstraße Route Transtaïga.